# Michael Trede
Michael Trede (* 10. Oktober 1928 in Hamburg; † 11. Mai 2019 in Mannheim) war ein deutscher Chirurg, Hochschullehrer und ehemaliger Direktor der Chirurgischen Klinik des Klinikums Mannheim der Universität Heidelberg.

## Leben
Beide Großväter waren Ärzte, James Daus zudem von 1909 bis 1920 Abgeordneter der Hamburger Bürgerschaft. Michaels Vater, Hilmar Trede (* 1902 – † 1947), war Musikwissenschaftler; die Mutter Gertrud (geborene Daus; * 19. August 1901 in Hamburg – † 14. Oktober 1996 in Heidelberg), eine Musikerin, die aus einer zum protestantischen Christentum konvertierten jüdischen Familie stammte. 1928 zog sie mit Hilmar Trede von Leipzig, ihrem letzten Studienort, nach Hamburg, wo dieser Leiter der Hamburger Volksmusikschule und Lektor in einem Musikverlag wurde; sie heirateten und bekamen einen Sohn. „Hilmar Trede wechselte im Oktober 1930 als Musikerzieher an die Schulgemeinde auf Gut Marienau bei Lüneburg, wo Gertrud Trede mit der Einstudierung von Werken (u. a. Heinrich Schütz’ ‚Weihnachtshistorie‘, Igor Strawinskys ‚Geschichte vom Soldaten‘ und Teilen aus Paul Hindemiths ‚Plöner Musiktag‘) an der musischen Erziehung der Kinder mitwirkte. Nach der Trennung von ihrem Mann übernahm sie dort den ganzen Musikunterricht, bis sie am 31. März 1933 wegen ihrer jüdischen Herkunft entlassen wurde.“ Max Bondy, der Schulleiter und selber Jude, hatte ihr nahegelegt, Marienau zu verlassen, da er der Meinung war, „dass sie sich als Jüdin nicht werde halten können“.
Der Cembalist und Komponist Yngve Jan Trede war sein Halbbruder.
Von Marienau aus zog Gertrud Trede nach Hamburg-Blankenese, wo Michael unbehelligt die Volksschule absolvieren und sie privaten Musikunterricht erteilen konnte. Im Sommer 1938 versuchte Gertrud Trede im Anschluss an eine Italienreise, ihren Sohn am Alpinen Schulheim am Vigiljoch unterzubringen. Da dessen Schließung aber bereits feststand, versprach die damalige Leiterin, Hanna Bergas, sich um einen Platz für Michael an der Bunce Court School in England zu kümmern. Hanna Bergas hielt Wort: Am 27. Dezember 1938 traf bei den Tredes ein Brief aus England ein, der Michaels Aufnahme in die Bunce Court School bestätigte. Anfang 1939, sechs Monate vor Kriegsbeginn, konnte Gertrud Trede mit ihrem Sohn Michael nach England fliehen. Die übrigen Mitglieder ihrer Familie, ihre Mutter, Bruder und Schwester, kamen in Konzentrationslagern um.
Michael Trede blieb von 1939 bis 1943 an der Bunce Court School und hat seine Schulzeit dort sowie das Leben seiner Mutter in England in seinen Erinnerungen ausführlich beschrieben. von 1943 bis 1947 besuchte er englische Eliteschulen, bevor es ihm ein Stipendium ermöglichte, das Medizinstudium an der Universität Cambridge (1947–53) aufzunehmen. Als naturalisierter Brite absolvierte er seine Wehrpflicht als Captain im Royal Army Medical Corps in West-Berlin (1955–57). Dort lernte er seinen Lehrer Fritz Linder, den Direktor der Chirurgischen Klinik an der Freien Universität Berlin, und seine spätere Frau, die Kirchenmusikerin und Pianistin Ursula Boettcher, kennen. Beide bewogen ihn, nach Deutschland zurückzukehren. Aus der Ehe mit Ursula Boettcher entstammen seit 1956 fünf Kinder. Fünfzehn Jahre war Trede Assistent und später Oberarzt unter seinem Chef Linder, 1957–62 in Berlin und 1962–72 an der Universität Heidelberg. 1959/60 verbrachte er ein Forschungsjahr bei William P. Longmire an der Universität von Kalifornien in Los Angeles. 1966 habilitierte er sich mit einer Arbeit Tierexperimentelle Untersuchungen über Eigenblutverdünnungsperfusionen mit dem extrakorporalen Kreislauf. Von 1972 bis 1998 war Trede Direktor der Chirurgischen Universitätsklinik in Mannheim.
Von 1968 bis 1997 war Trede Herausgeber von Langenbecks Archiv für Chirurgie.

## Arbeitsgebiete
An den Berliner und Heidelberger Kliniken erlernte und praktizierte Trede ein großes Spektrum der Chirurgie, von Eingriffen am offenen Herzen, der Thorax- und Gefäßchirurgie bis zur Abdominalchirurgie. In Mannheim galt sein Hauptinteresse der Pankreas-, Leber- und Minimal Invasiven Chirurgie sowie der Nierentransplantation.

## Schriften (Auswahl)
Wissenschaftliche Publikationen:
Sein Publikationsverzeichnis umfasst mehr als 500 Titel, darunter den ersten Bericht über mehr als 100 konsekutive Pankreasoperationen nach Kausch-Whipple ohne einen Todesfall (s. unten).
- Tierexperimentelle Untersuchungen über Eigenblutverdünnungsperfusionen mit dem extrakorporalen Kreislauf. 1966 (Habilitationsschrift, Universität Heidelberg, 1966).
- mit Hans-Dieter Röher, Eberhard Roth: Chirurgie endokriner Überfunktionszustände. Enke, Stuttgart 1972, ISBN 3-432-01750-2
- Survival after pancreatoduodenectomy, 118 consecutive resections without an operative mortality. In: Annals of Surgery. Bd. 211 (1990), S. 447–58.
- hrsg. mit David Carter: Surgery of the Pancreas. Churchill Livingstone, Edinburgh 1993, 2. Auflage: Churchill Livingstone, New York 1997, ISBN 0-443-05522-X.
- Das Chirurgische Skizzenbuch. 100 Fallstudien. Thieme, Stuttgart 1997, ISBN 3-13-109971-2.

Weitere Publikationen:
- Erlebnisse in Farbe. Privatdruck, 1998.
- Der Rückkehrer. Skizzenbuch eines Chirurgen. Ecomed, Landsberg 2001, 3. Auflage 2003, ISBN 3-609-16172-8 (Autobiografie).
- Eine ungehaltene Predigt – und andere Essays. Waldkirch, Mannheim 2008, ISBN 978-3-927455-29-0.
- Bunte Blätter – mehr Kurzgeschichten. Waldkirch, Mannheim 2010, ISBN 978-3-927455-66-5

## Ehrungen
Trede ist Ehrenmitglied von 20 chirurgischen Fachgesellschaften.
- Ehrenmitglied
  - Royal College of Surgeons of England (1985)
  - Royal College of Surgeons of Edinburgh (1985)
  - Royal College of Surgeons in Ireland (1992)
  - Royal College of Physicians and Surgeons of Glasgow (1992)
- Vorsitzender der Vereinigung Mittelrheinischer Chirurgen (1982)
- Aufnahme in die Heidelberger Akademie der Wissenschaften (1987)
- Wahl in die Deutsche Akademie der Naturforscher Leopoldina (1989)[7]
- Präsident der Deutschen Gesellschaft für Chirurgie (1993/94)
- Präsident der International Society of Surgery (1993–1995)
- Ehrendoktor der University of Edinburgh (1995)
- Bundesverdienstkreuz am Bande (1998)